# Kaffeine
Kaffeine è un lettore multimediale completo per sistemi Unix-like che usano KDE (K Desktop Environment).

## Descrizione
Il back-end predefinito di Kaffeine è basato sulla xine-lib. Può anche usare KPlayer se installato. Con la versione 0.7 è stato aggiunto il supporto a Gstreamer, e ora è in grado di utilizzare i tre più usati media framework per Linux. Questi tre media framework permettono di riprodurre quasi tutti i formati audio e video, tuttavia alcuni di questi sono eseguibili con codec proprietari.
Permette lo streaming online e l'esecuzione di DVB, DVD, VCD e CD audio.
Tramite il pacchetto Kaffeine-mozilla è possibile integrare il player in Firefox o derivati.
Kaffeine è stato il lettore multimediale predefinito in KDE 3 sostituito in KDE 4 da Dragon Player.